# Домовина (ТВ серија)
Домовина (енгл. Homeland) је америчка шпијунско-трилер телевизијска серија коју су развили Хауард Гордон и Алекс Ганса базирана на израелској серији Ратни заробљеници, чији је творац Гидеон Раф.
Серија је приказивана на кабловском каналу Showtime у С.А.Д. и продуцирао је Fox 21 Television Studios (раније Fox 21). Премијера је била 2. октобра 2011. године. Прва епизода је била доступна онлајн више од две недеље пре телевизијског приказивања, при чему су гледаоци морају да завше играчке задатке како би добили приступ. Премијера осме и финалне сезоне серије била је 9. фебруара 2020. године. Финале серије је приказано 26. априла 2020. године.
Главне улоге тумаче Клер Дејнс као Кери Метисон, официрка Централне обавештајне агенције са биполарним поремећајем и Дејмијан Луис као Николас Броди, извиђачки снајпер маринског корпуса Сједињених Држава. Метјусонова је дошла до веровања да је Броди, којег Ал Каида држи у заточеништву као ратни заробљеник, „окренут” од стране непријатеља и представља претњу за Сједињене Државе. Серија се фокусира на причу која се развија из ове премисе, заједно са сталним тајним радом Метинсонове.
У Србији се серија приказује од 21. фебруара 2018. године на каналу Нова, титлована на српски језик. Титлове је радио студио Blue House.

## Епизоде
| Сезона | Сезона | Епизоде | Епизоде | Оригинално емитовање | Оригинално емитовање |
| Сезона | Сезона | Епизоде | Епизоде | Премијера            | Финале               |
| ------ | ------ | ------- | ------- | -------------------- | -------------------- |